# Greatest Hitz
Greatest Hitz es un recopilatorio de grandes éxitos de Limp Bizkit, que supone el sexto trabajo en la discografía de la banda de Jacksonville.
El disco contiene todos los singles de la banda desde 1997 hasta 2003. Algunas teorías afirman que, por contrato con la discográfica, la banda se vio forzada a lanzar un disco y, al no tener material, lanzó este Greatest Hitz. El disco solo fue promocionado en Europa, donde Durst dio algunas entrevistas. Borland dijo sobre el álbum que "es un pedazo de mierda y una pérdida de dinero". Llama la atención el diseño de la portada, en la que se puede observar indirectamente un círculo rosa con, aparentemente, una cerradura de llave blanca, simbolizando la zona del pomo de una puerta. Pero también puede simbolizar la zona específica del baño de mujeres. En anteriores trabajos y en los lanzamientos más recientes, las portadas son siempre diseñadas por Wes Borland.
EL disco incluye sus 13 singles de su carrera, más Build A Bridge (que nunca fue lanzado como sencillo) más tres inéditos temas. Why y Lean On Me son dos temas que fueron desechados de Results May Vary, y Home Sweet Home-Bittersweet Symphony es el único tema grabado expresamente para el disco. Éste sencillo es una mezcla del Home Sweet Home de Mötley Crüe y del Bitter Sweet Symphony de The Verve. En algunos países se añadió The Truth, del The Unquestionable Truth (Part 1) de 2005.

## Listado de canciones
1. Counterfeit - 4:48
2. Faith - 2:26
3. Nookie - 4:26
4. Break Stuff - 2:26
5. Re-Arranged - 5:54
6. N 2 Gether Now - 3:55
7. Take A Look Around - 5:19
8. My Generation - 3:41
9. Rollin' (Air Raid Vehicle) - 3:33
10. My Way - 4:33
11. Boiler - 5:44
12. Eat You Alive - 3:57
13. Behind Blue Eyes - 4:29
14. Build A Bridge - 3:56
15. Why - 4:05
16. Lean on Me - 4:27
17. Home Sweet Home/Bittersweet Symphony - 3:51
18. The Truth (solo en algunos países) - 5:28

- Datos: Q2630646